# Parlamentní volby v Kamerunu v roce 2013
Parlamentní volby v Kamerunu se konaly 30. září 2013. Ve stejném termínu se konaly i komunální volby. Původně se měly volby konat v červenci 2012, poté byly posunuty na únor 2013, znovu byly odloženy na červenec 2013 a nakonec se konaly až v září.

## Situace před volbami
Po kontroverzních prezidentských volbách, které se konaly v roce 2011 se islámští i křesťanští vůdci setkali se Samuelem Fonkamem Azu'u, který byl hlavou volební komise ELECAM, aby společně prosadili reformy požadované opozicí. Opatření zahrnovala biometrickou registraci voličů, protože v předchozích volbách volilo vícero ve skutečnosti neexistujících lidí, měl být jeden hlasovací lístek pro prezidentské volby, měli mít možnost kandidovat nezávislí kandidáti, věk voličů se měl snížit z 20 let na 18 let, měl být stanoven volební kalendář, mělo dojít k „harmonizaci“ volebních zákonů a měla vzniknout „skutečně nezávislá“ volební komise.
Azu'u a předseda vlády Philémon Yang poté spolupracovali s vůdci různých politických stran a náboženských skupin, s tradičními náčelníky a se zahraničními úředníky na vytvoření volebního zákona. Modibo Bouba Bello, místopředseda Islámské rady, řekl, že „je jejich povinností jakožto služebníků Alláha zajistit, aby v zemi vládla pravda, transparentnost a spravedlnost, a to začíná volbami, ve kterých se počítá každý hlas“. Byl podporován i reverendem Sebastianem Wongem Behongem, generálním tajemníkem Kamerunské biskupské konference a reverendem Robertem Ngoyekem, předsedou Rady protestantských církví. Behong uvedl, že „mnoho demokratizujících zemí se často dostalo do chaosu kvůli špatně organizovaným volbám a že by často se vyskytující nekalé volební praktiky mohly zemí vést do propasti“.

## Volební výsledky
Oficiální volební výsledky byly vyhlášeny 17. října 2013. Podle nich opět drtivou většinu křesel v Národním shromáždění získala vládnoucí strana Kamerunské lidové demokratické hnutí (RDPC). RDPC získala 148 ze 180 mandátů, což pro stranu znamenalo ztrátu pěti křesel oproti předchozím parlamentním volbám. Nejúspěšnější opoziční strana, Sociálně demokratická fronta (SDF) získala 18 mandátů. Oproti předchozím parlamentním volbám si tak o dvě křesla polepšila.
Národní unie pro demokracii a pokrok (UNDP) získala pět křesel a Kamerunská demokratická unie (UDC) čtyři křesla. Do Národního shromáždění se vrátily i dvě menší opoziční strany, a to Svaz lidu Kamerunu (UPC) se třemi mandáty a Hnutí za obranu republiky (MDR) s jedním mandátem. Jeden mandát získalo i Kamerunské hnutí pro obnovu, které se tak poprvé dostalo do Národního shromáždění.
| Politická strana                     | Hlasy     | %       | Mandáty | */- |
| ------------------------------------ | --------- | ------- | ------- | --- |
| Kamerunské lidové demokratické hnutí |           |         | 148     | ▼5  |
| Sociálně demokratická fronta         |           |         | 18      | ▲2  |
| Národní unie pro demokracii a pokrok |           |         | 5       | ▼1  |
| Kamerunská demokratická unie         |           |         | 4       | -   |
| Svaz lidu Kamerunu                   |           |         | 3       | ▲3  |
| Kamerunské hnutí pro obnovu          |           |         | 1       | -   |
| Hnutí za obranu republiky            |           |         | 1       | ▲1  |
| 22 dalších politických stran         |           |         | 0       | -   |
| Celkem                               |           |         | 180     |     |
|                                      |           |         |         |     |
| Celkem hlasů                         | 4 208 796 | -       |         |     |
| Registrovaných voličů/volební účast  | 5 481 226 | 76,79 % | .       | .   |

## Situace po volbách
Za předsedu Národního shromáždění byl 4. listopadu 2013 opětovně zvolen zástupce RDPC Cavye Yeguié Djibril. Prvním místopředsedou byl opět zvolen Hilarion Etong také z RDPC. Jean-Bernard Ndongo Essomba zůstal ve funkci předsedy parlamentní skupiny RDPC podobně jako Joseph Banadzem, který zůstal ve funkci předsedy parlamentní skupiny SDF. Zbývající část předsednictva Národního shromáždění byla zvolena 5. listopadu 2013. Šlo o pět místopředsedů, čtyři kvestory a dvanáct tajemníků. Čtyři místopředsedové a tři kvestoři byli z RDPC, jeden místopředseda a jeden kvestor z SDF. Deset tajemníků bylo z RDPC, jeden z UNDP a jeden z UDC.